# فرانك جوزيف كيلي
فرانك جوزيف كيلي (بالإنجليزية: Frank J. Kelley)‏ هو محامي أمريكي، ولد في 31 ديسمبر 1924 في ديترويت في الولايات المتحدة.